# Cosmosoma discata
Cosmosoma discata là một loài bướm đêm thuộc phân họ Arctiinae, họ Erebidae.